# 서던크로스 원정

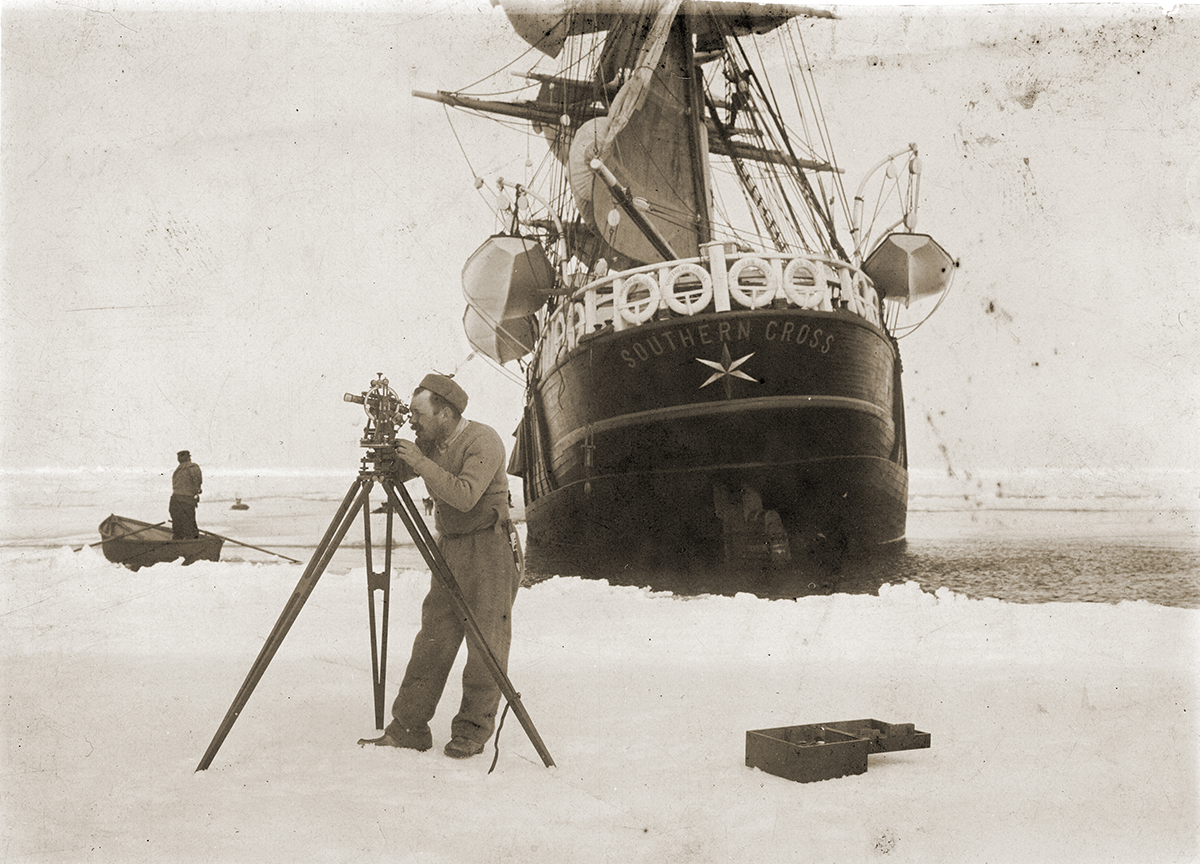
서던크로스 앞에서 경위의를 보고 있는 원정대 사령관 카르스텐 보르크그레빙크 (1899년)

서던크로스 원정(영어: Southern Cross Expedition)은 남극 탐험의 영웅시대 최초의 영국 원정으로, 카르스텐 보르크그레빙크의 아이디어로 남극 본토에서 겨울을 나기 위한 최초의 원정대였다.
이 탐험은 영국 잡지 발행인인 조지 뉴네스 경이 개인적으로 자금을 조달했다. 원정대는 서던크로스를 타고 1899년 남부 겨울을 로스해 해안선 의 북서쪽 끝인 어데어곶에서 보냈다. 여기에서 그들은 과학 관측의 광범위한 프로그램을 하였지만, 기지를 둘러싼 산이나 얼음 지형 때문에 내륙의 탐험은 엄격히 제한된 상태였다. 1900년 1월, 원정대는 서던크로스호에서 어데어곶을 떠나 로스해를 탐험했다.